# Kosovo-offensief
Het Kosovo-offensief, de derde grootste militaire operatie in de geschiedenis van dat land, vond plaats tussen 10 november en 4 december 1915. Het resulteerde in de bezetting van geheel Kosovo en de evacuatie van de resten van het Servische leger naar Korfoe. Het maakte deel uit van de Servische Campagne.

## Verloop
Het offensief begon met een poging van het Bulgaarse 1e Leger de Servische verdedigingslijn bij de Zuidelijke Morava te forceren, eindigde met een omsingeling van delen van het Servische leger en de terugtrekking van dat laatste leger tot achter de lijn Niš-Pristina. Voor twee dagen bood het Servische leger hevige weerstand in de stad Prokuplje.
De Serviërs, die sterk in de minderheid waren, trokken zich verder terug en nam nieuwe stellingen in bij de stad Gnjilane, wat strategisch zinloos bleek te zijn. Ze voerden een wanhopige tegenaanval uit, in de hoop bij Vranje en Kumanovo contact te kunnen maken met het Engels-Franse leger, maar dit werd afgeslagen. De 6e en 9e Bulgaarse Infanteriedivisies konden zonder veel weerstand de hoofdstad Pristina innemen op 24 november. Daarna rukte het gehele Bulgaarse Eerste Leger, samen met delen van het Elfde Duitse Leger op over de gehele frontlengte. Kosovo werd helemaal veroverd toen het laatste Servische bolwerk, Debar, ingenomen werd. De Serviërs verloren 30.000 militairen, 199 kanonnen, 150 vrachtwagens en grote hoeveelheden andere uitrusting. Door de penibele situatie trok het Servische leger, samen met tienduizenden burgers, naar Albanië en vervolgens naar het Griekse eiland Korfoe.